# سوزوکی هارونوبو
سوزوکی هارونوبو (ژاپنی: 鈴木 春信؛ ۱ ژانویهٔ ۱۷۲۵ – ۷ ژوئیهٔ ۱۷۷۰)چاپگر باسمه‌های چوبی و نقاش سبک اوکی‌یوئه اهل ژاپن بود. او خالق تکنیک چاپ تمام‌رنگیِ نیشیکی‌یه بود؛ شیوه‌ای که در سال ۱۷۶۵ باعث از سکه افتادن شیوه‌های دو-سه‌ رنگی پیشین شد.
هارونوبو همچون بسیاری از هم عصرانش تعدادی شونگا نیز کشید. آثارش مقلدان زیادی داشت که برخی از آنان همچون شیبا کوکان در تقلید از او به مرتبه استادی رسیدند.

## تاثیرات
برخی از محققان ادعا می‌کنند که هارونوبو اصالتاً اهل کیوتو بوده است و به تأثیرات احتمالی نیشیکاوا سوکنوبو اشاره می‌کنند، بسیاری از کارهای او، به ویژه کارهای اولیه او، به سبک ادو است. آثار او شواهدی از تأثیرات بسیاری از هنرمندان از جمله توری کیومیتسو، ایشیکاوا تویونوبو، مکتب کاواماتا و مکتب کانو را نشان می‌دهد. با این حال، قوی‌ترین تأثیر بر هارونوبو، نقاش و چاپخانه نیشیکاوا سوکنوبو بود، که احتمالاً معلم مستقیم هارونوبو بوده است.

## نگارخانه

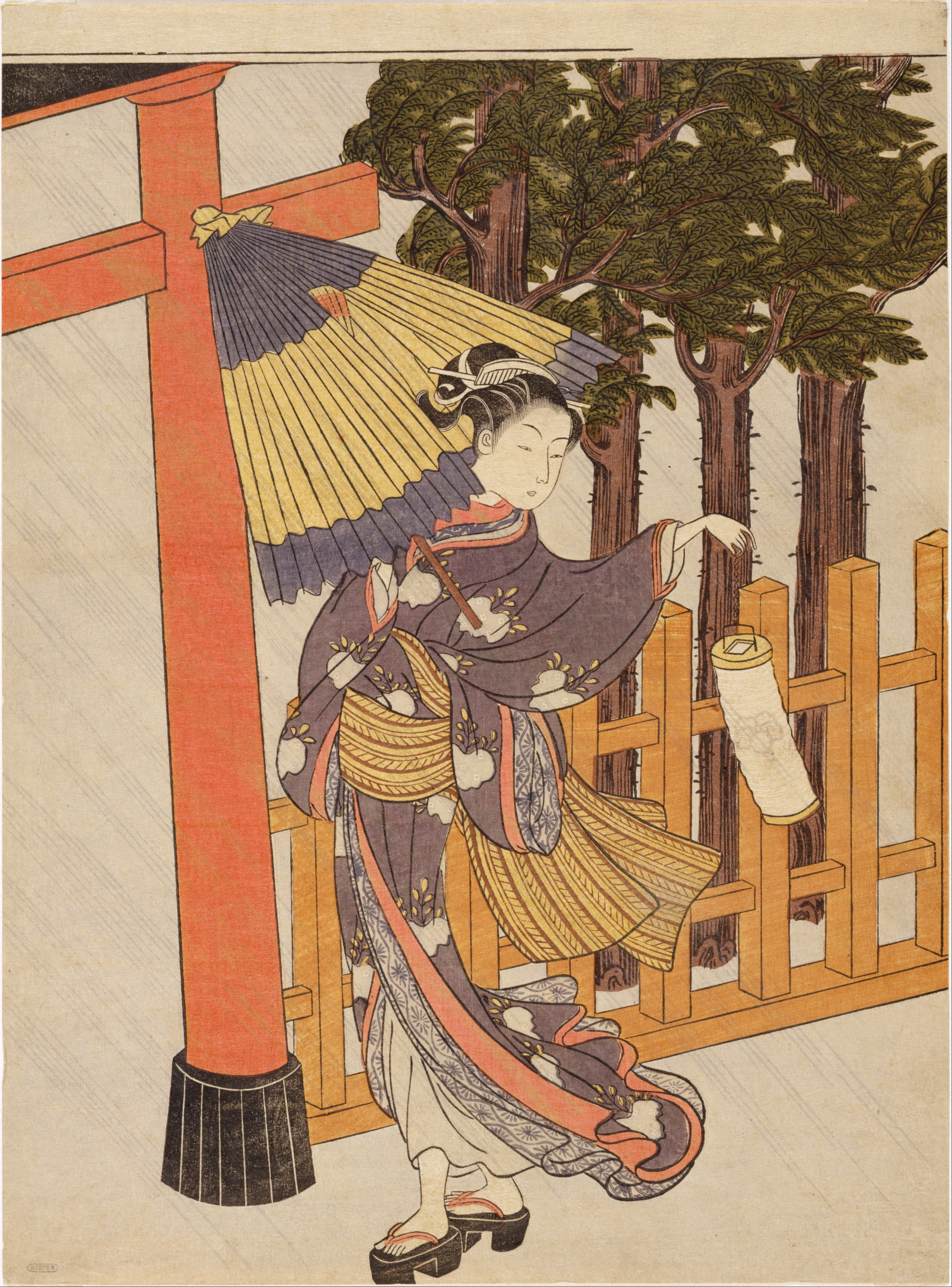
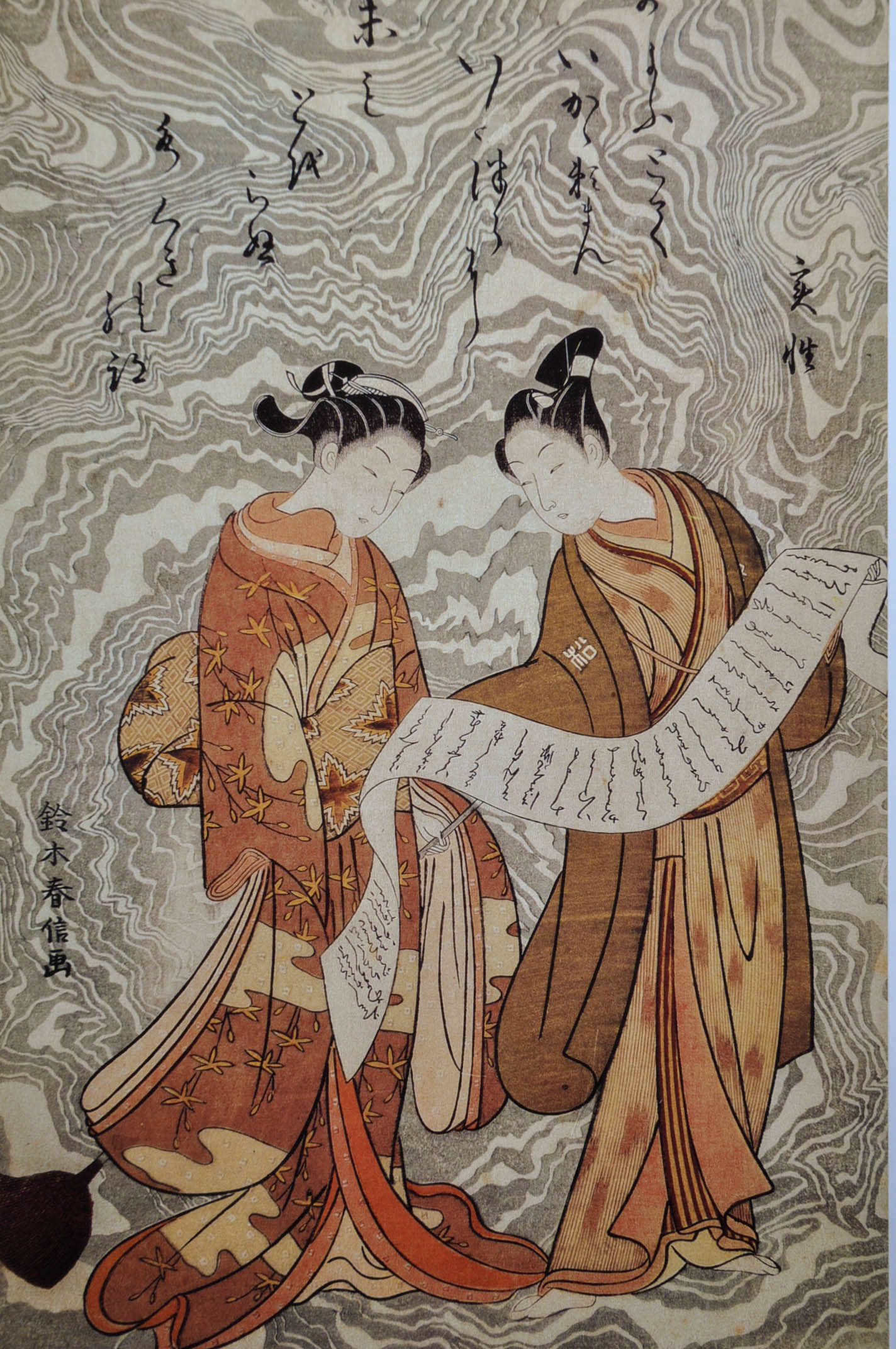
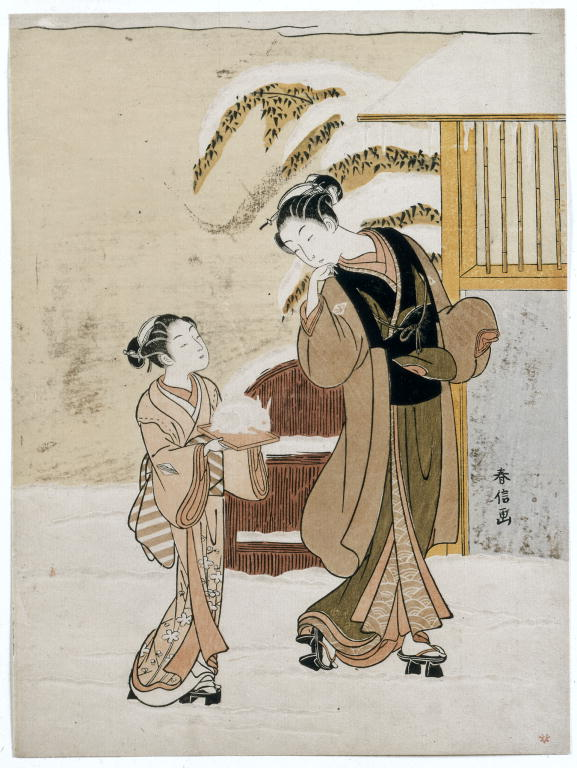
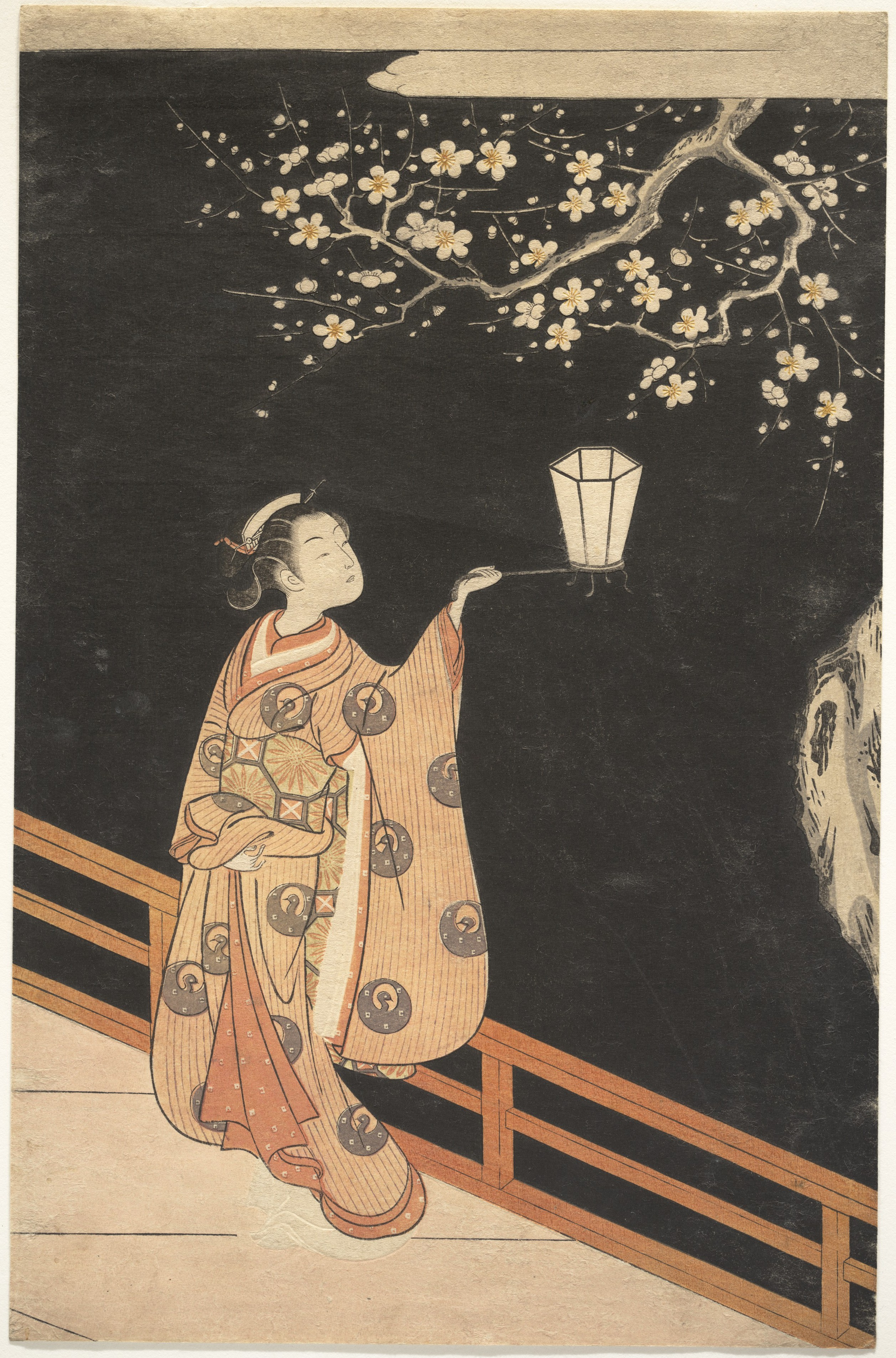
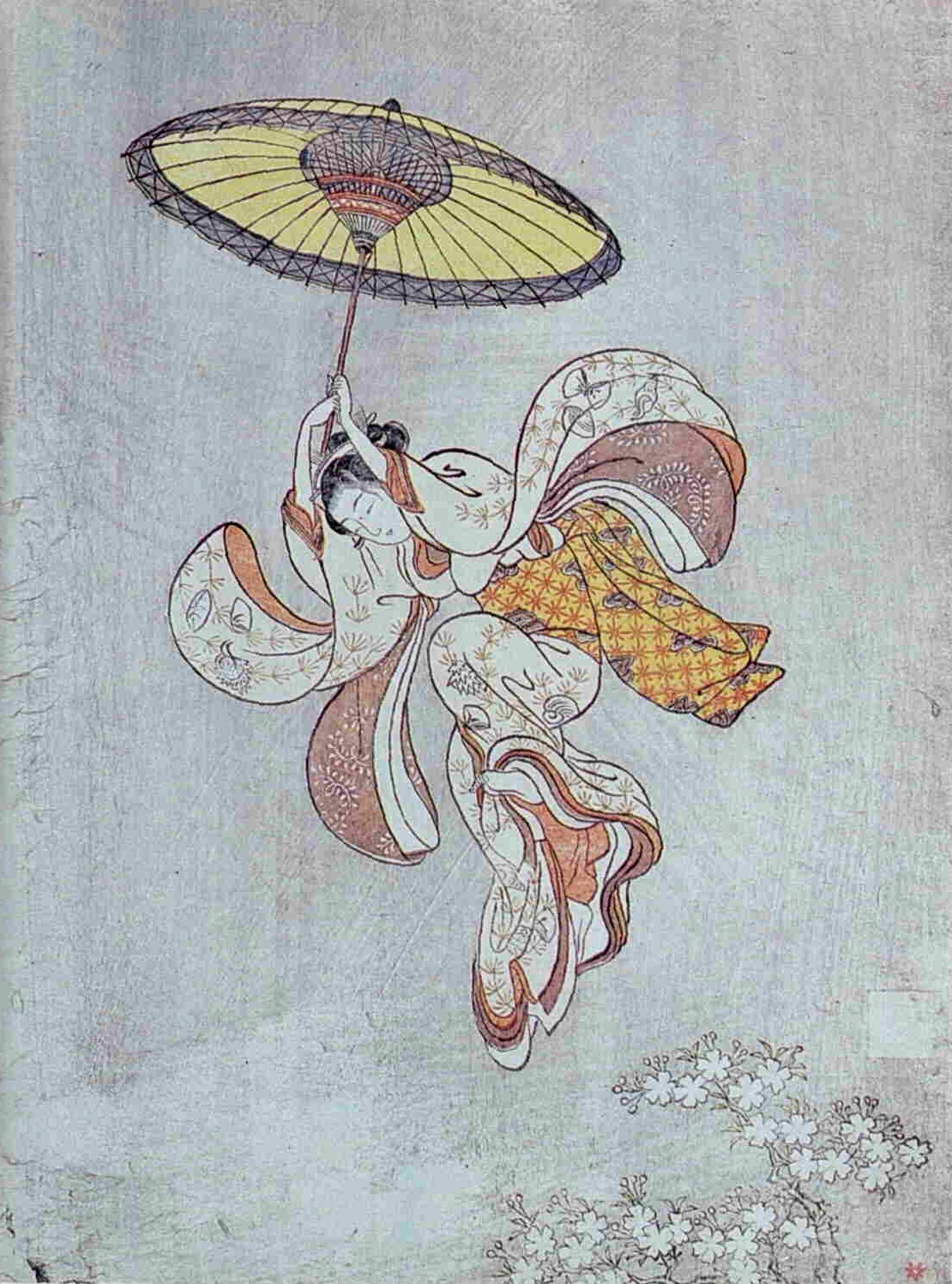
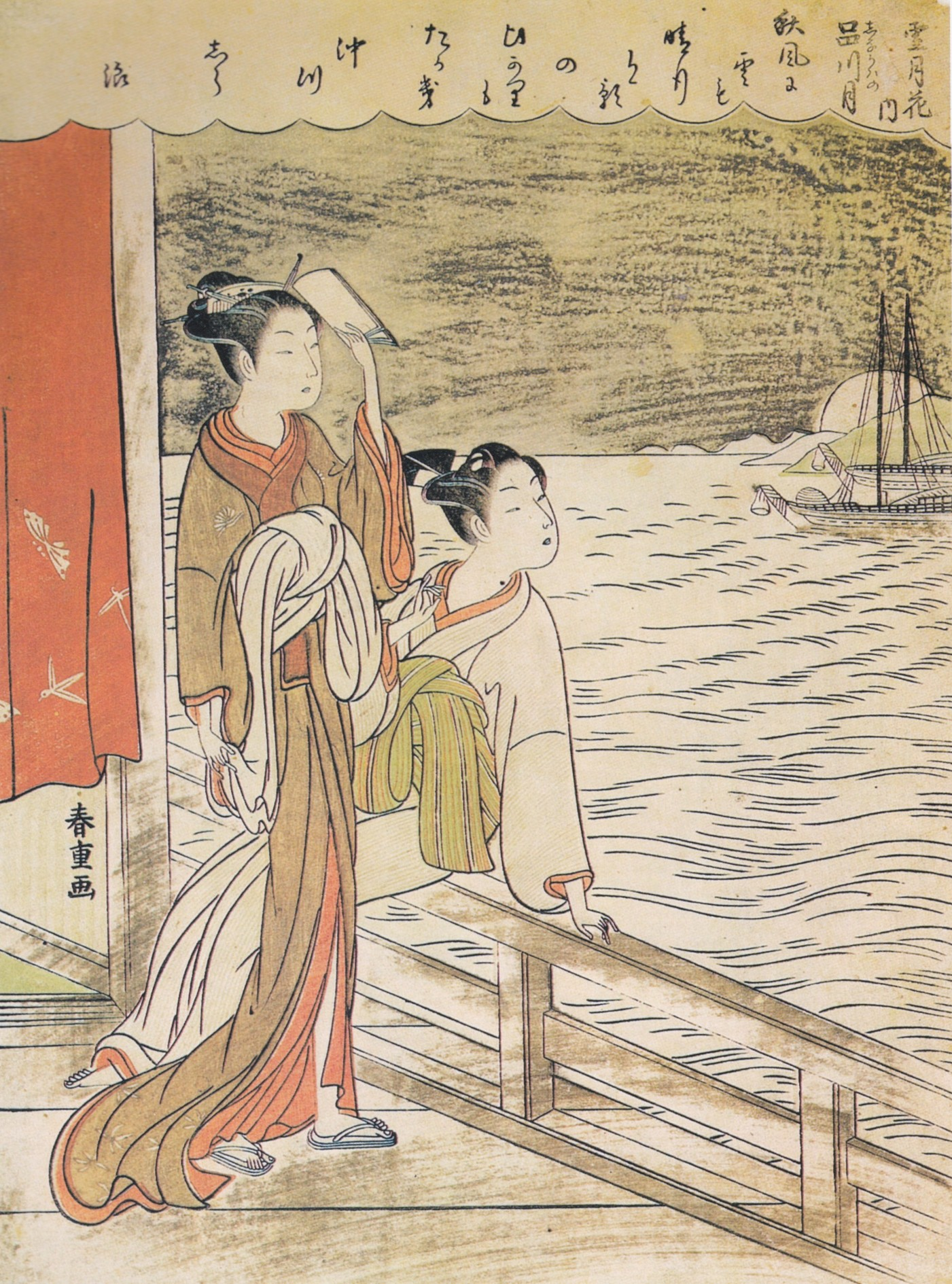
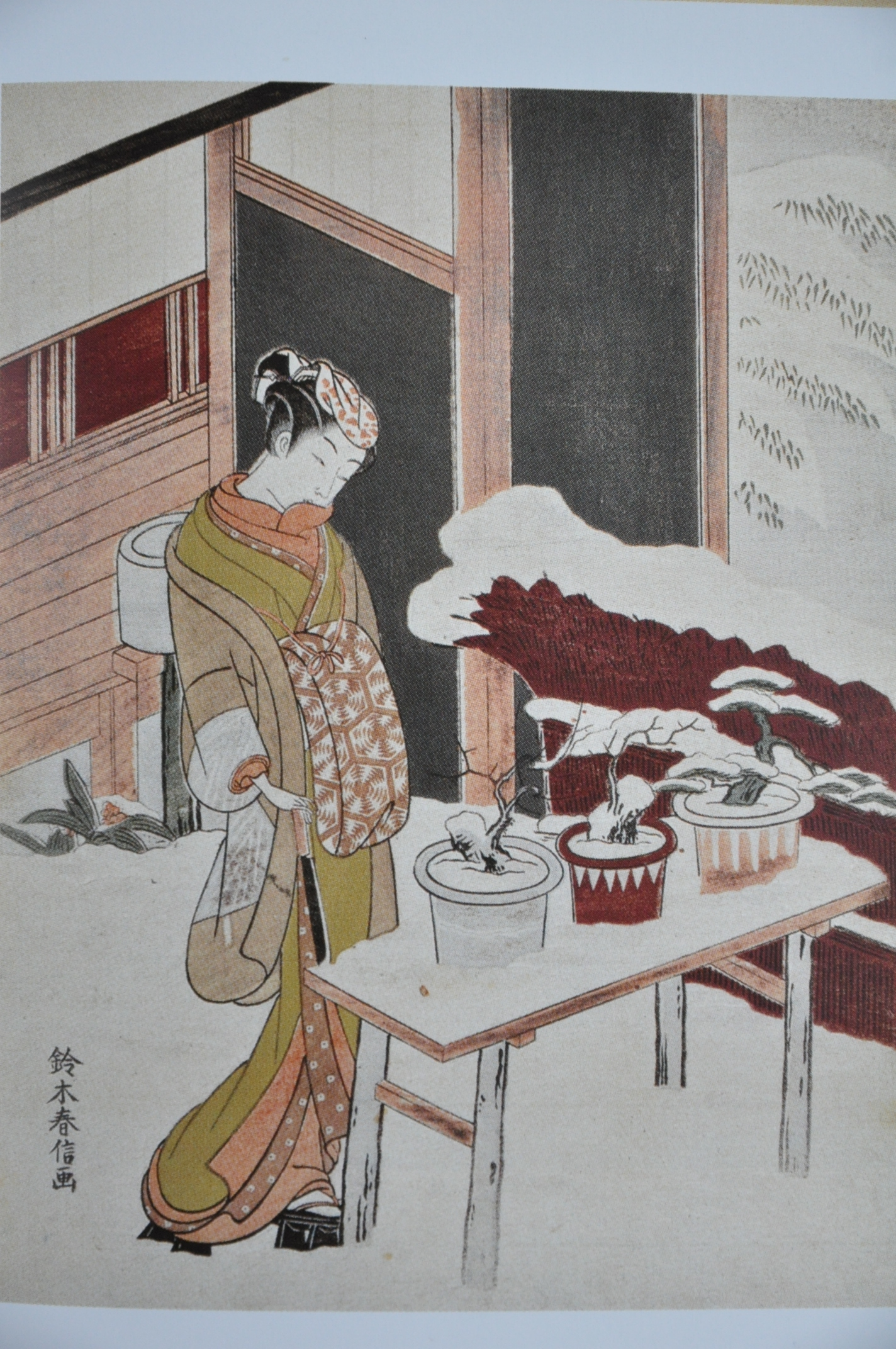
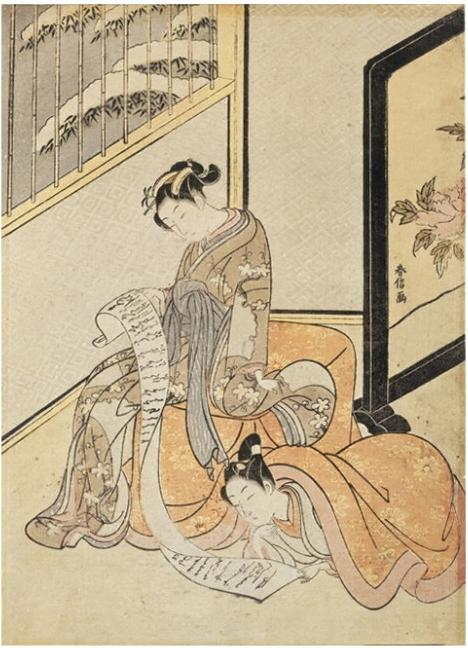
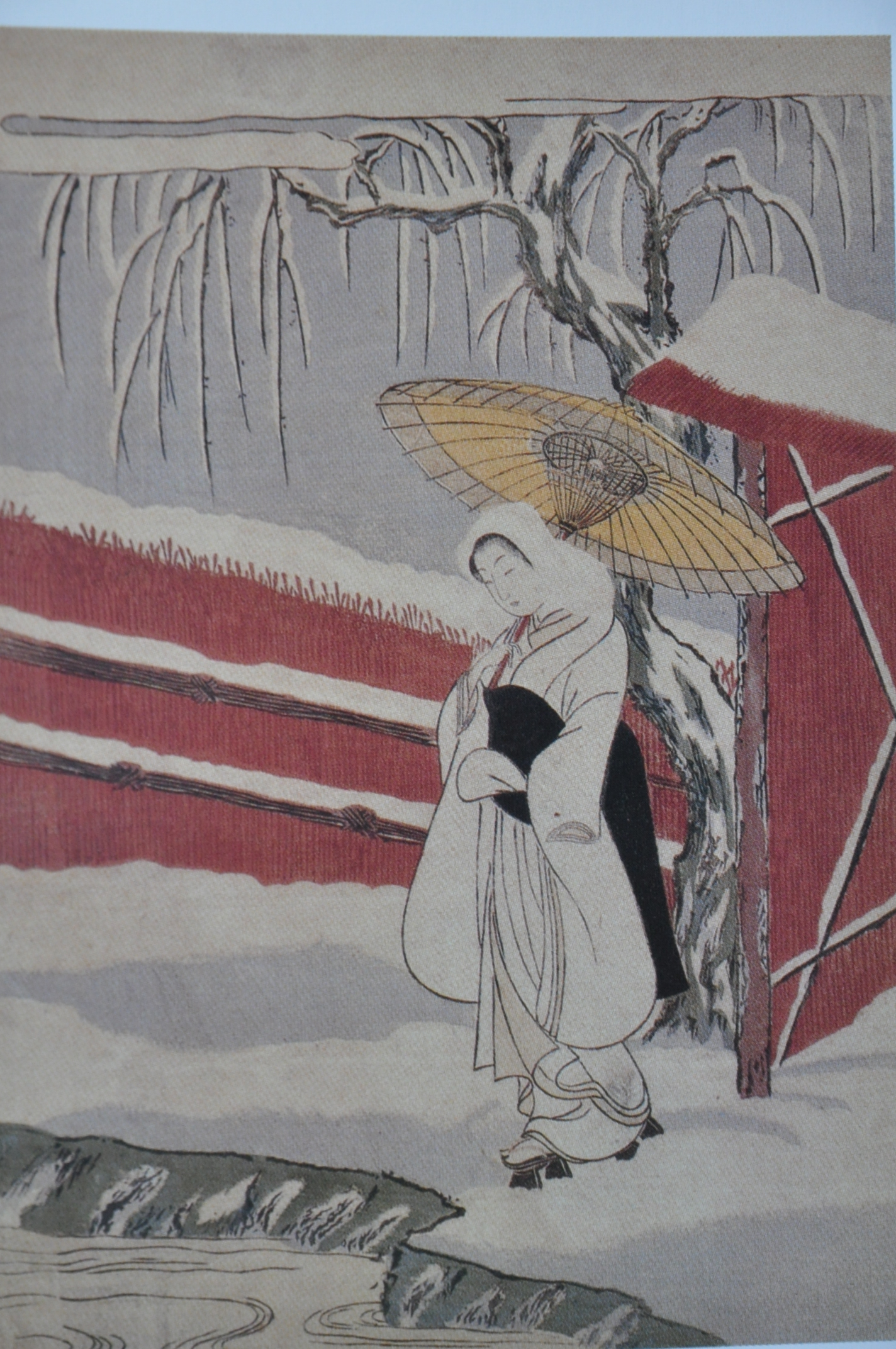
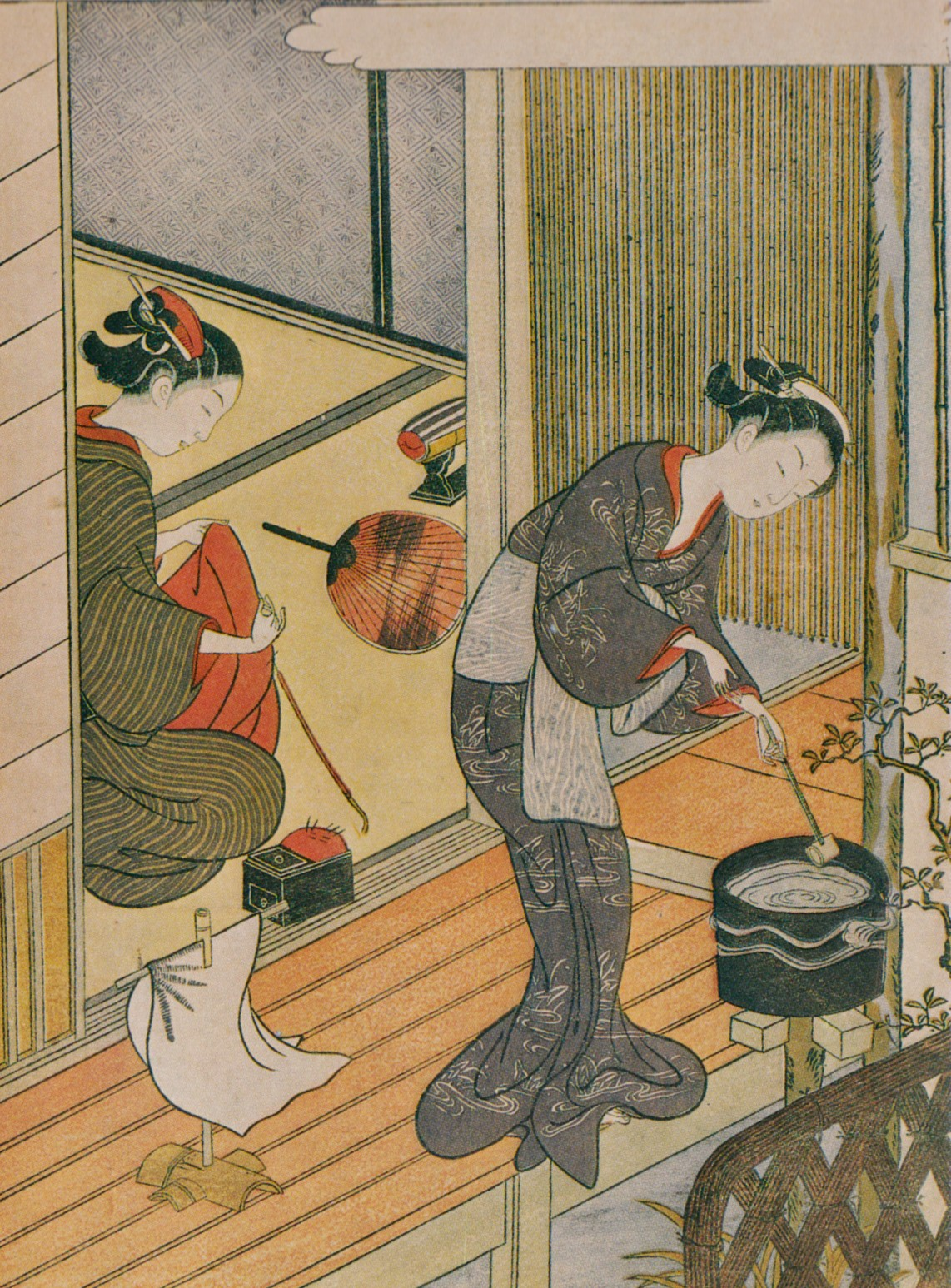